# فرانسیسکو خاویر سانچس
فرانسیسکو خاویر سانچس (اسپانیایی: Francisco Javier Sánchez‎؛ زادهٔ ۳۰ ژانویهٔ ۱۹۷۳) بازیکن فوتبال اهل مکزیک بود.
از باشگاه‌هایی که در آن بازی کرده‌است می‌توان به باشگاه فوتبال آمریکا و باشگاه فوتبال تیگرس اونال اشاره کرد.
وی همچنین در تیم ملی فوتبال زیر ۲۳ سال مکزیک بازی کرده‌است.